# Jensenia difformis
Jensenia difformis é uma espécie de  planta do gênero Jensenia e da família Pallaviciniaceae.

## Taxonomia
Os seguintes sinônimos já foram catalogados:
- Pallavicinia difformis  (Nees) Steph.
- Symphyogyna difformis  Nees

## Forma de vida
É uma espécie terrícola, formadora de tapete e talosa.

## Conservação
A espécie faz parte da Lista Vermelha das espécies ameaçadas do estado do Espírito Santo, no sudeste do Brasil. A lista foi publicada em 13 de junho de 2005 por intermédio do decreto estadual nº 1.499-R.

## Distribuição
A espécie é encontrada nos estados brasileiros de Espírito Santo e Minas Gerais, incluindo o Parque Nacional do Caparaó. A espécie é encontrada no domínio fitogeográfico de Mata Atlântica, em regiões com vegetação de campos de altitude e floresta ombrófila pluvial.